# Gregori Garbovitsky
Gregori Garbovitsky (russisch Григорий Гарбовский; * 1892 bei Jekaterinoslaw, Gouvernement Jekaterinoslaw, Russisches Kaiserreich; † Oktober 1954 in New York City, Vereinigte Staaten) war ein russisch-kanadischer Geiger, Dirigent und Musikpädagoge.

## Leben und Wirken
Garbovitsky studierte am Sankt Petersburger Konservatorium Violine bei Leopold Auer und Komposition bei Alexander Glasunow und übernahm dann die Leitung des Sinfonieorchesters von Rostow. Nach der Oktoberrevolution ging er nach Berlin, wo er als Violinsolist auftrat und 1922 einige Male die Berliner Philharmoniker dirigierte. Mitte der 1920er Jahre emigrierte er nach Kanada und trat zunächst in Winnipeg als Geiger auf. 1927 ging er nach Calgary. Dort leitete er das Palace Theatre Orchestra und von 1928 bis 1939 das Calgary Symphony Orchestra.
Nach Gastdirigaten mit dem Vancouver Symphony Orchestra war er von 1940 bis 1946 Direktor der Vancouver Junior Symphony. Später gründete er das Vancouver Orchestra und die Chamber Music Society und dirigierte von 1949 bis 1953 das New Westminster Symphony Orchestra. Daneben gab er in dieser Zeit auch Violinunterricht. Einer seiner Schüler war der Geiger Sydney Humphreys.